# Juho Saaristo

 1912 Juho Saaristo.jpg
Julius Juho Saaristo, född 21 juli 1891 Tammerfors, Finland, död 12 oktober 1969 Tammerfors, var en finsk friidrottare som tävlade främst i spjut. 
Han tävlade i spjutkast för Finland, som då var en del av Ryska imperiet, vid Olympiska spelen 1912 i Stockholm. Han vann en silvermedalj i bästa handtävlingen efter svensken Eric Lemming med ett kast på 58,66 meter. Han vann tävlingen med båda händer, med sammanlagt 109,42 meter, den enda gången denna tävlingsform var med på programmet i Olympiska spelen. 
Med bästa hand kastade han på en tävling i Helsingfors 25 maj 1912 inofficiellt världsrekord med 61,42 meter. 
Åtta år senare vid Olympiska spelen 1920 slutade han som fjärde man i spjuttävlingen med ett kast på 62,39, tre landsmän kastade längre Jonni Myyrä (65,78), Urho Peltonen (63,60) och Pekka Johansson (63,09).
Saaristo hade en militär karriär. Han deltog i striderna i det första världskriget på tyska Östfronten vid Misse och Rigabukten. 1912-1915 hade han studerat i Tyskland. 1918 deltog han i finska inbördeskriget som plutonchef i vita armén. Han stannade kvar i det militära och deltog även som kapten och major i finska vinterkriget. Som militär vann han flera mästerskap i handgranatkastning och skytte.

## Finska rekord (sammanlagt båda händer)
- 1912 109,64 m.
- 1919 111,46 m.
- 1923 112,39 m.